# Кривчики
Кри́вчики — село в Україні, у Вишнівецькій селищній громаді Кременецького району Тернопільської області. До 2020 підпорядковане Лозівській сільраді. Розташоване в центрі району.
Населення — 859 осіб (2005).

## Населення

### Мова
Розподіл населення за рідною мовою за даними перепису 2001 року:
| Мова       | Кількість | Відсоток |
| ---------- | --------- | -------- |
| українська | 776       | 99.62%   |
| російська  | 3         | 0.38%    |
| Усього     | 779       | 100%     |

## Історія
Перша писемна згадка — 1583.
На 1936 рік село входило до ґміни Вишневець Кременецького повіту.
12 червня 2020 року, відповідно до Розпорядження Кабінету Міністрів України від  № 724-р «Про визначення адміністративних центрів та затвердження територій територіальних громад Тернопільської області», село увійшло до складу Вишнівецької селищної громади.
19 липня 2020 року, в результаті адміністративно-територіальної реформи та ліквідації Збаразького району, село увійшло до складу новоутвореного Кременецького району.

## Пам'ятки
Є церква святих Петра і Павла (1992, мурована).
Насипана братська могила воїнам-односельцям, полеглим у німецько-радянській війні.

## Соціальна сфера
Діють загальноосвітня школа І-ІІ ступенів, клуб, бібліотека, один торгівельний заклад "Булочка".

## Галерея

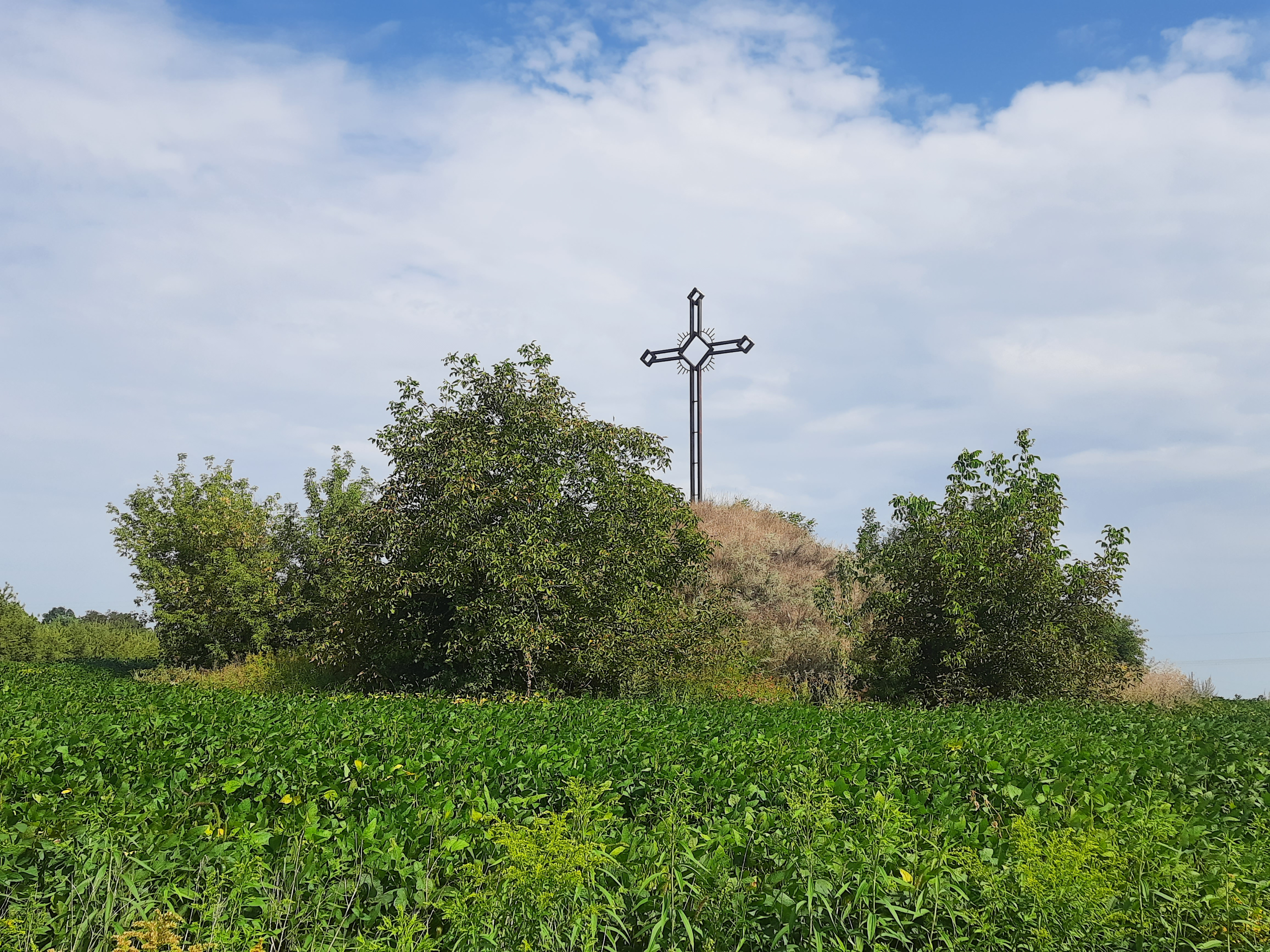
Символічна могила Борцям за волю України
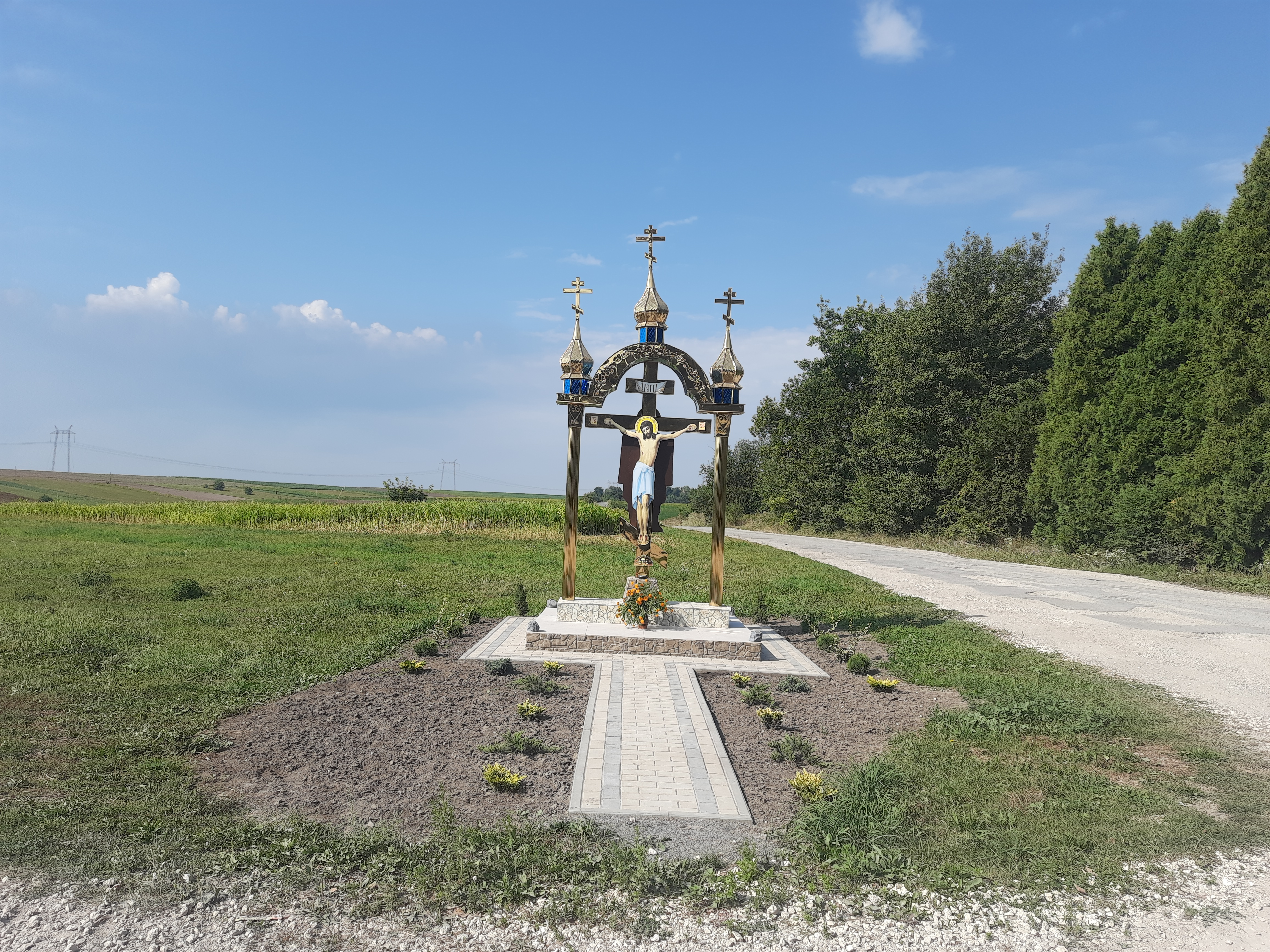
Пам'ятний хрест на околиці села

## Література

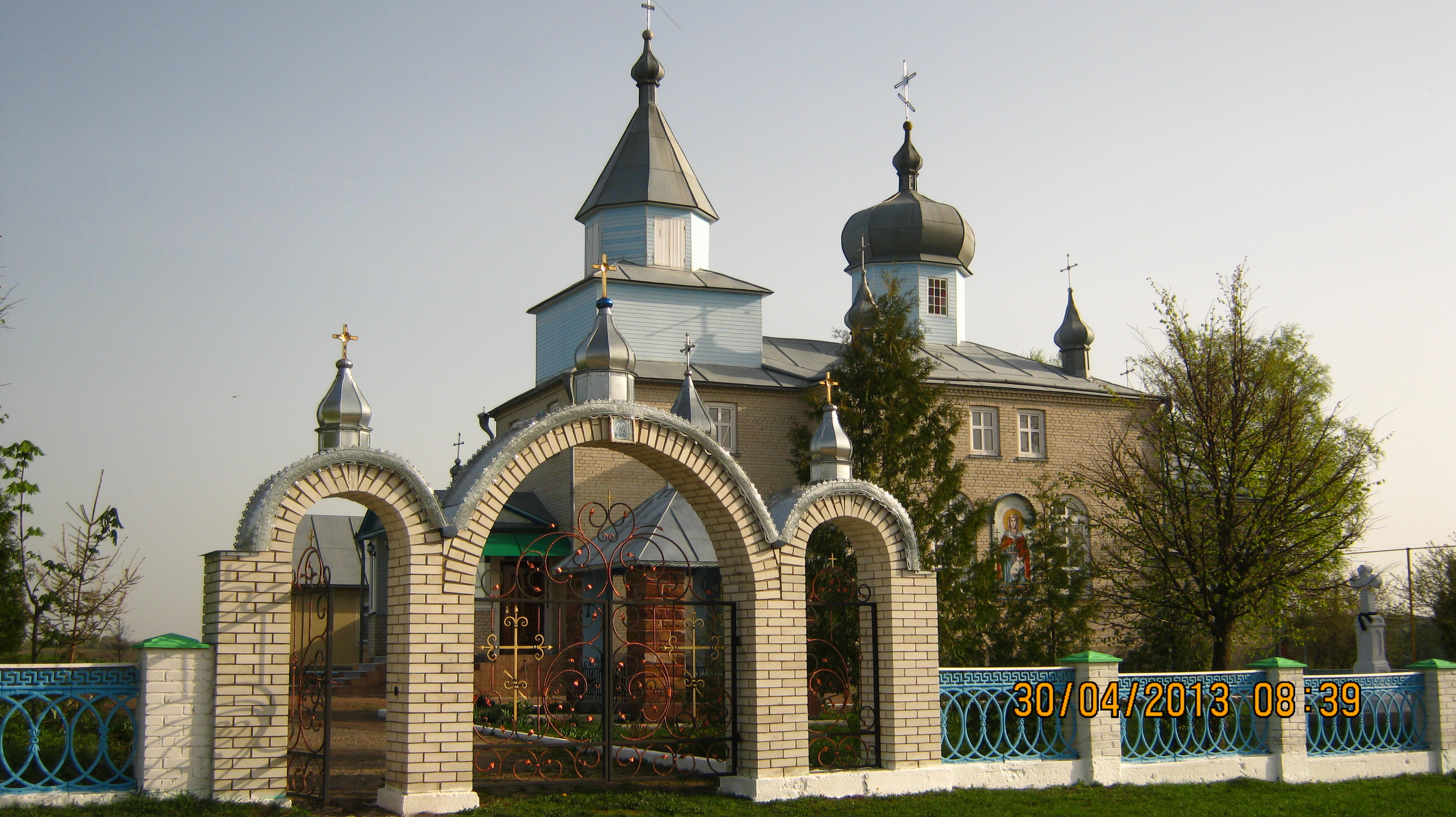

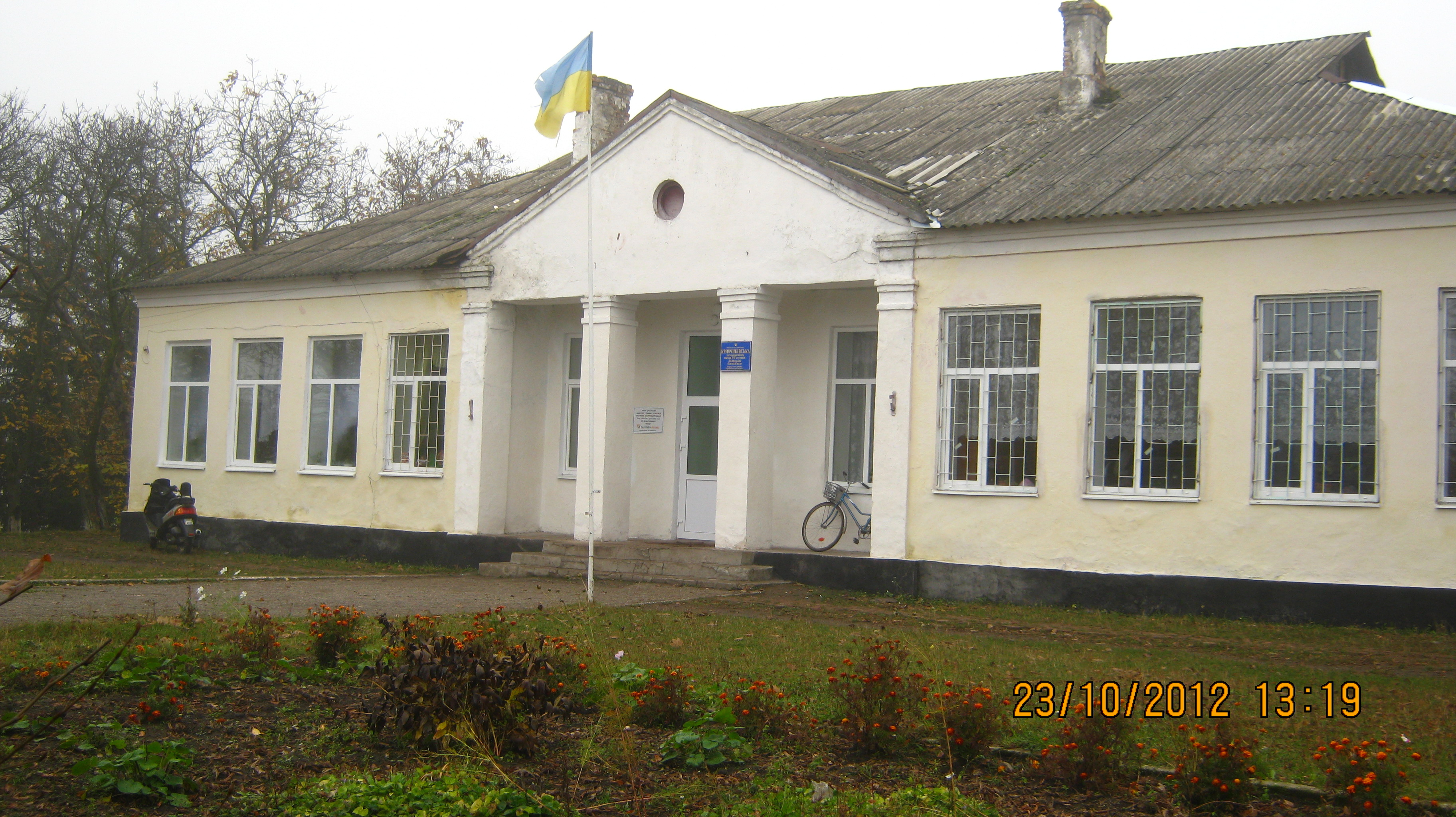

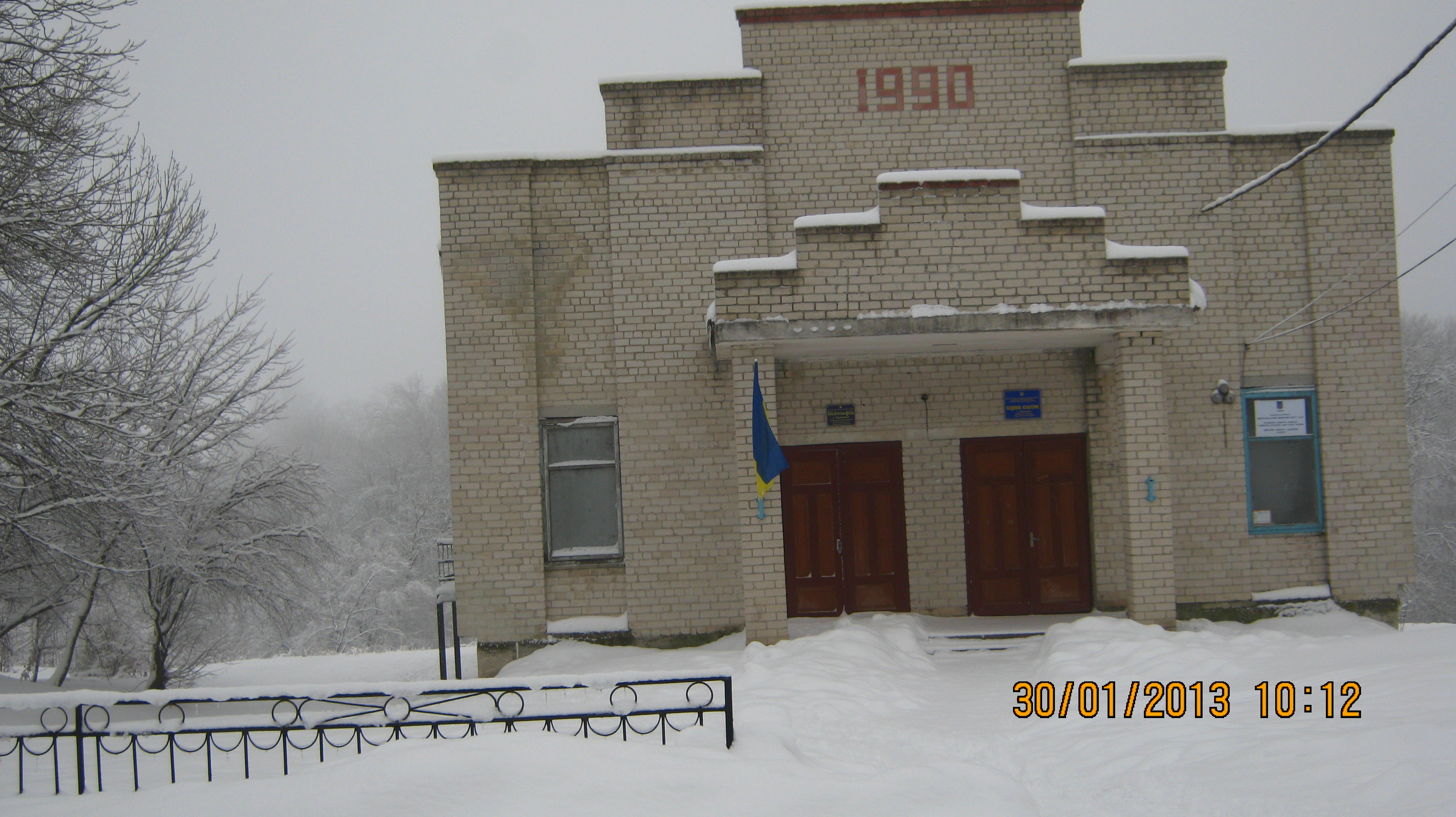